# Яйце Юсупова
Великоднє яйце «Юсупова» — ювелірний виріб фірми Карла Фаберже. Замовлене князем Феліксом Юсуповим і подароване ним дружині Зінаїді Юсуповій з нагоди 25-ї річниці весілля у 1907 році.